# 武卫东 (1959年)
武卫东（1959年—），山西文水人，汉族，中华人民共和国政治人物、第十一届全国人民代表大会甘肃地区代表。
毕业于郑州轻工业学院企业管理专业，是中共党员。担任甘肃省烟草专卖局局长。2008年起担任全国人大代表。